# 毛福梅
毛福梅（1882年12月18日—1939年12月12日），又作毛馥梅，浙江省奉化縣（今宁波市奉化区）人，蔣中正原配夫人，蔣經國之母。

## 早年經歷
毛福梅之父毛鼎和，開設一座不小的「毛祥豐」南貨號，人稱「祥豐老闆」。:457兄姊為毛怡卿與毛懋卿及毛英梅。
1901年冬，毛福梅（19歲）与小她五歲的蒋中正结婚。毛福梅是纏足的舊式女子，樣貌平平；和蒋中正無感情基礎，后者对她并无好感。新婚之日，蒋中正不顧自己是新郎，跑去和小孩一起抢拾爆竹蒂头，奉化素有“新郎拾蒂头，夫妻难到头”的俗话，被視為不吉。但由於毛福梅对蔣母王采玉孝敬至极，深得蔣母的疼愛，蔣中正无奈，故與毛福梅感情頗為融洽。
1903年，蒋中正去奉化凤麓学堂读书，携妻同行，并将毛福梅送进奉化女子学堂。1906年4月，蒋中正东渡日本，毛福梅回溪口侍奉婆婆。而後蔣毛兩人感情日漸不睦。
1909年，蔣中正由日本回國，滯留上海，蔣母與毛氏前往上海。蔣母痛責兒子不孝，並以死相脅，鬧著要到黃浦江投水。蔣中正见母下跪恳求，發誓不再與妻爭吵，並邀好友張靜江、戴季陶勸解擔保，並留毛氏在上海居住，不久毛氏有了身孕。1910年4月27日生蒋经国:457。毛氏篤信佛教，在家食齋，日夜禮拜觀音菩薩，晨昏念誦《金剛經》《心經》《普門品》，極其虔誠，又乐善好施，乡邻莫不感恩。
1921年6月，蔣母王采玉逝世，蔣中正正式向毛福梅提出離婚的要求，毛福梅堅決反對，鄉里故舊均不認可，蔣中正也自知理虧，此事不了了之。事實上，蔣中正對毛氏雖冷淡無禮，但也覺得自己是過分了。

## 中年經歷
1927年，蒋中正为迎娶宋美龄，正式与毛福梅离婚，不過經由蒋中正的堂舅孫琴風擔保，离婚不离家，毛福梅仍是丰镐房之主妇，生活由蒋中正供给。蔣經國依舊正宗嫡嗣，記於毛氏名下。1927年9月28日、29日、30日3天，蒋中正在上海《民国日报》等报刊上刊登了一则《蒋中正家事启事》：“民国十年，元配毛氏与中正正式离婚。其他两氏，本无婚约，现已与中正脱离关系。现除家有二子外，并无妻女。”12月1日刊《申報》曰：「毛氏髮妻，早經仳離，姚陳二妾，本無契約。」順便把姚冶誠與陳潔如休棄。
1928年，蒋中正與新婚嬌妻宋美龄滞留溪口之时，宋美齡也示好於毛氏，送上人參、狐裘大衣等物品做見面禮。毛福梅每天請厨师蒋小品烧制几道蒋介石平素爱吃的家乡菜送至乐亭别墅，如鸡汁烤芋艿、梅乾菜烧肉等。每天清晨蒋中正常趁宋美龄還在睡覺時，踱回豐鎬房看望舊人，用過早点後再回乐亭。
1935年，蔣經國在由中共駐共產國際代表團團長王明所杜撰之寫給母親毛福梅的《给母亲的公开信》中提到，蔣中正曾毆打毛福梅，抓住她的头发，将她从二楼拖到楼下。
1937年，蔣經國與其俄國籍妻方良和長子Allen（蒋孝文）回到中國。4月27日，毛福梅與蔣經國相擁大哭:64。蔣經國並在母親的要求下補辦婚儀。蔣經國一心要接母親到贛南奉養，可是毛福梅卻不肯離開家鄉:64。最後一次蔣經國夫婦和子女一起跪在老夫人膝前央求，說如果不答應，他們就長跪不起，直到答應才起來:64。毛福梅勉強同意，於是蔣經國夫婦整理行裝:64。不料消息傳出後，鄉親紛紛跪在毛福梅面前，請求不要離開:64。

## 逝世及身後
1939年，日军大肆宣传要求蒋和谈，否则要炸平蒋介石老家。遭蒋拒绝后，毛福梅被日本飞机炸死于溪口镇蒋家老宅丰镐房外:457。事因12月12日，有六架日本飞机突然出现在溪口上空，滥施轰炸，毛福梅逃出房外，发现房门钥匙未带，又急忙回去，与账房宋涨生等六七人遇难。享年57歲。
蒋经国悲痛疾书“以血洗血”四字，刻在石碑，立于其母罹难处，誓报杀亲之仇。1940年1月5日，函電宋美齡：「……蔣委員長公館蔣夫人志密母親大人喪事已畢今後家事奉父諭託宋姑丈管理文昌閣英文書籍幸已於去年搬出未被焚毀今已妥加保護兒待家事辦妥後即將回任服務祈勿念並祝大人玉體康健兒經國謹稟……」:19
1968年文化大革命期间，毛福梅及蔣介石的母親王采玉的墓被上海的大學生領導的寧波中學生掘開，其墓碑被丟進了樹林，遺骸被學生在樹林里綁在車後拖拽至尸骨無存。1979年文革结束后，中國共產黨重建其墓園。

### 遗迹
- 今溪口镇岩头村毛福梅旧宅
- 今溪口镇毛福梅墓，位于摩诃殿东侧

## 圖片集

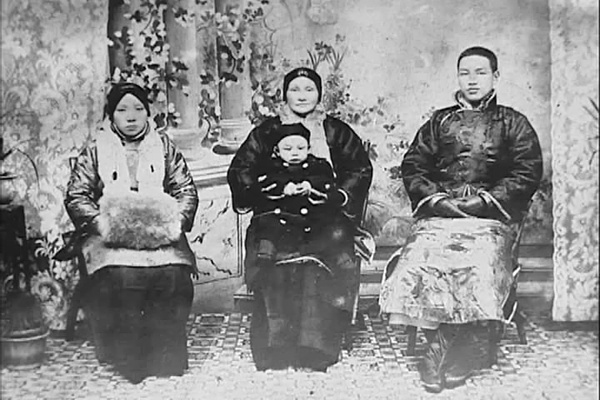
（左起）毛福梅、蒋母王采玉、丈夫蔣中正与儿子蔣經國（前）
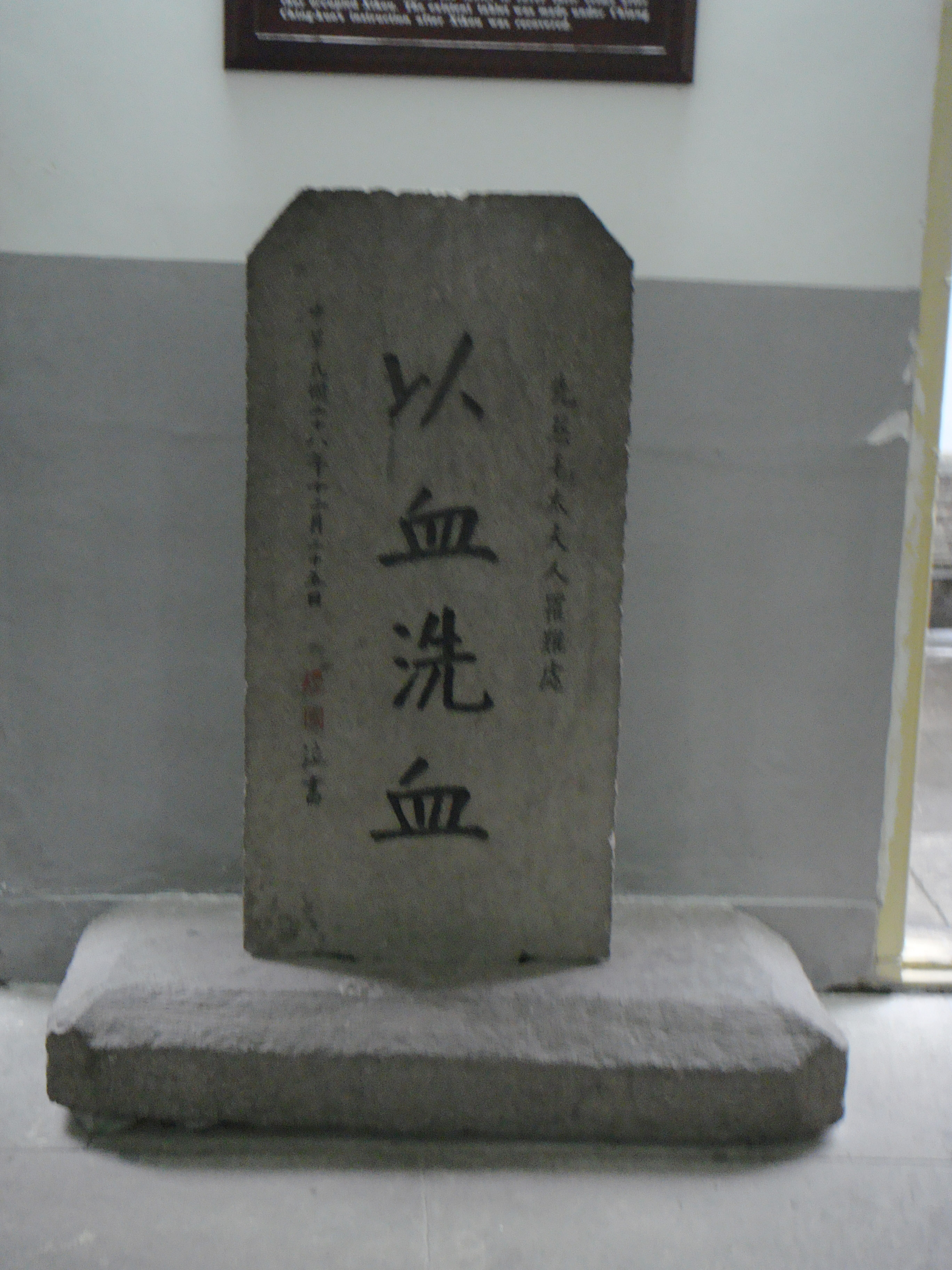
毛福梅罹难后，蒋经国书“以血洗血”刻石碑立于其母罹难处，发誓要报日本侵略军杀亲之仇。日本侵略军占领溪口后，此石被捣毁。抗战胜利后，由国民党奉化县党部书记王思本摹写一块树立。此碑现放在文昌阁“小洋房”内
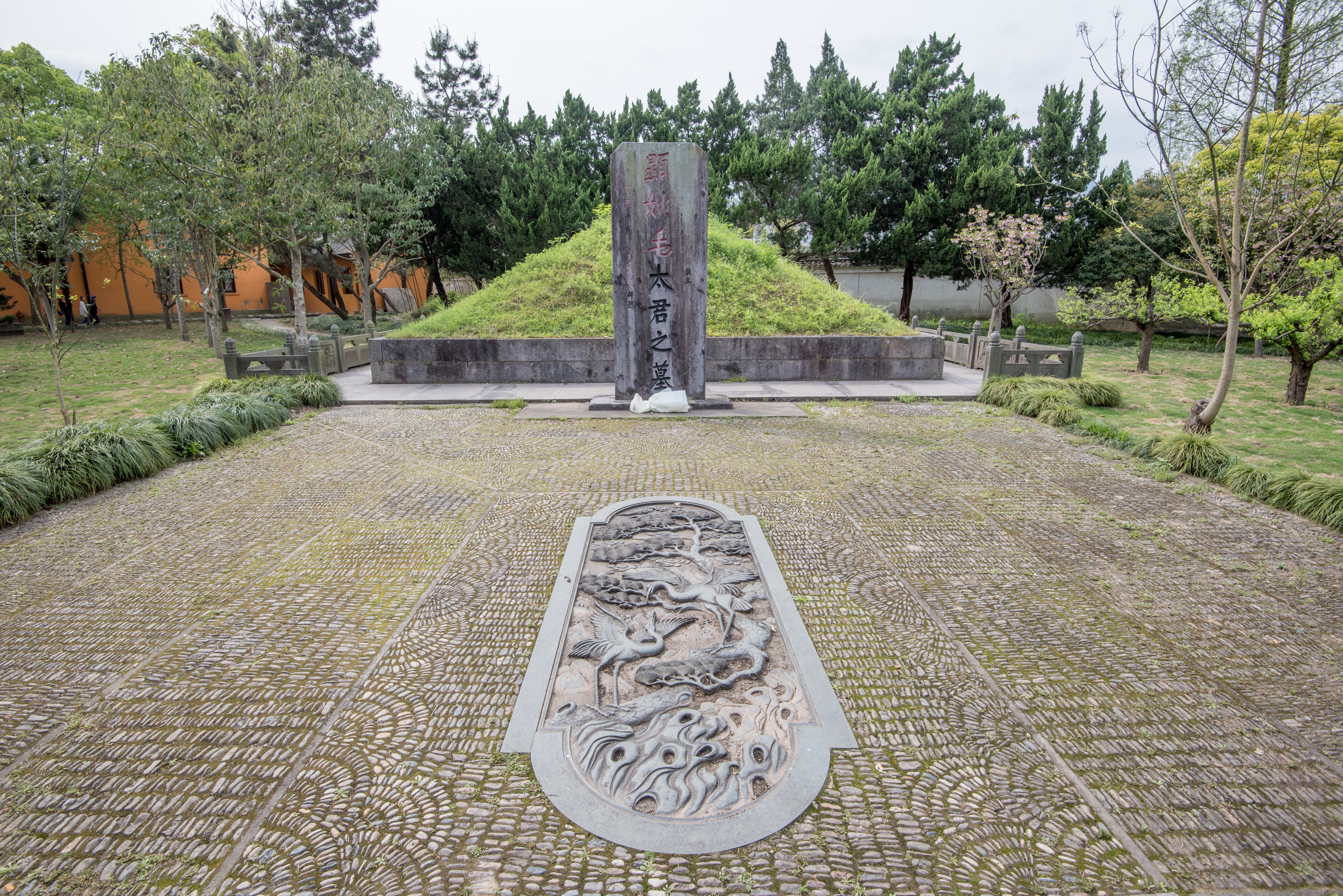
毛福梅墓，位于溪口摩诃殿内